# Blaues Mänderle
Das Blaue Mänderle (Paederota bonarota), auch Wildes Mannderle oder Dolomiten-Ehrenpreis, ist eine in den Südost-Alpen endemische Pflanzenart aus der Familie der Wegerichgewächse.

## Merkmale
Das Blaue Mänderle ist eine ausdauernde, krautige Pflanze, die Wuchshöhen von fünf bis 15 Zentimetern erreicht. Die Stängel sind meist mit drei gegenständigen Laubblattpaaren beblättert. Die Laubblätter sind ungeteilt, unter drei Zentimeter lang und bis zwei Zentimeter breit. Auf jeder Seite befinden sich fünf bis höchstens neun Zähnchen. Die Blätter sind dunkelgrün und leicht ledrig bis starr.
Der Kelch ist fünfzählig. Die Blütenkrone ist tief violettblau, auch blau und selten rosa. Sie ist acht bis 13 Millimeter lang. Die Staubblätter sind deutlich länger als die Blütenkrone.
Blütezeit ist Juli, seltener auch im August.

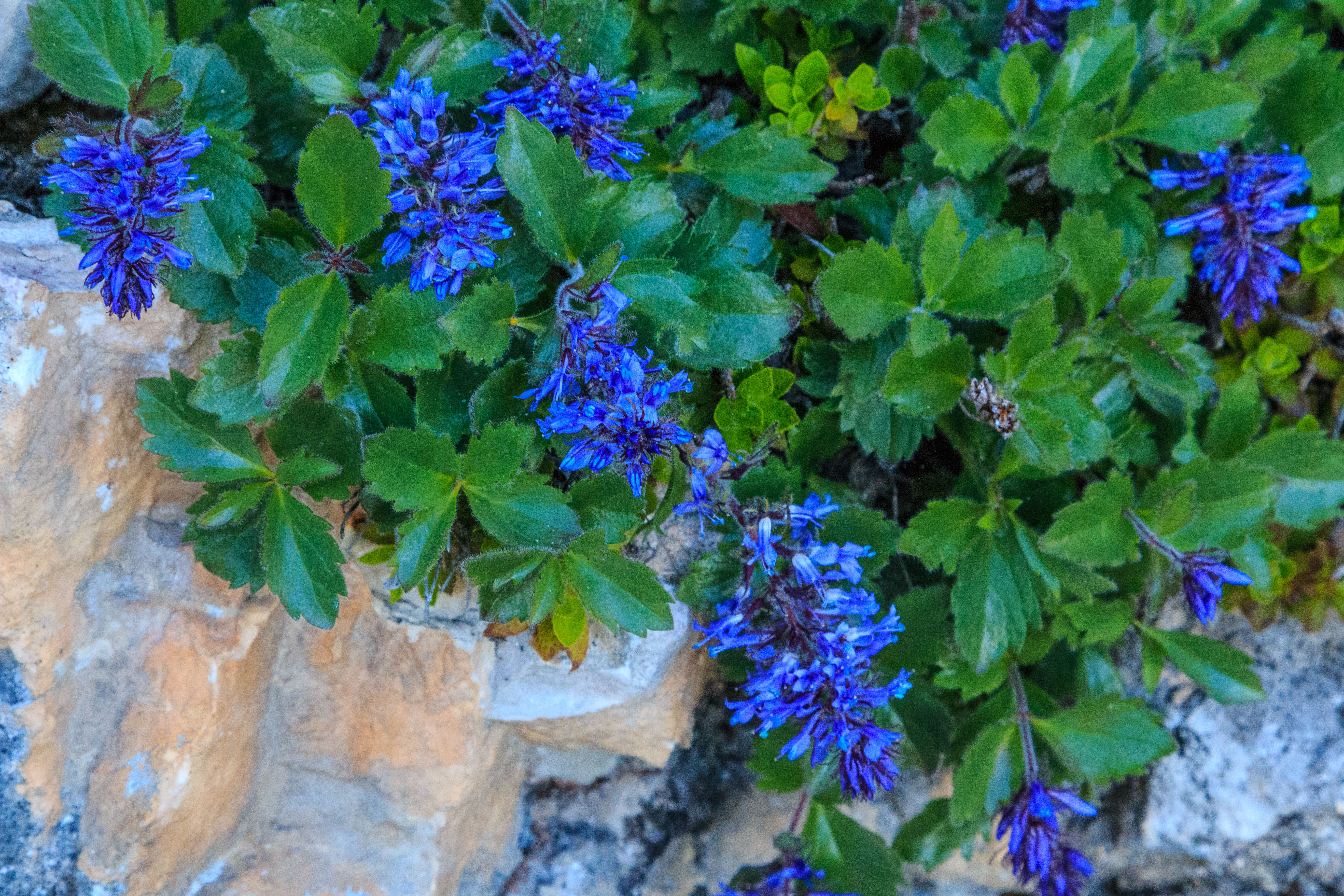
Blaues Mänderle (Paederota bonarota) am Langkofel (Sassolungo)

Die Früchte sind vielsamige Kapseln.

## Verbreitung
Die Art ist in den Südostalpen endemisch. Ihr Verbreitungsgebiet beschränkt sich auf Kärnten (Gailtaler Alpen, Karnische Alpen, Nockberge), Salzburg (Kitzbüheler Alpen, Leoganger und Loferer Steinberge), Ost-Tirol (Karnische Alpen), Süd-Tirol, die Julischen Alpen sowie einige weitere Gebiete in Nord-Italien.
Das Blaue Mänderle wächst in Kalk-Felsspalten der subalpinen bis alpinen Höhenstufe und kommt im gesamten Verbreitungsgebiet nur zerstreut bis sehr selten vor.

## Systematik
Das Blaue Mänderle bildet mit dem Gelben Mänderle (Paederota lutea) Hybriden an Standorten, wo beide Arten gemeinsam vorkommen, etwa am Gartnerkofel. Die Merkmale der Hybriden stehen zwischen den beiden Arten, so ist die Krone gelblich-schmutzig-violett.

## Inhaltsstoffe
Das Blaue Mänderle enthält Iridoid-Glykoside.